# Ágatha Ruiz de la Prada
Ágatha Ruiz de la Prada y de Sentmenat, XII marquesa de Castelldosrius, XXIX baronessa de Santa Pau i Gran d'Espanya (Madrid, 22 de juliol de 1960), és una dissenyadora de roba espanyola.
Filla d'un famós arquitecte i aristòcrata castellà, Juan Manuel Ruiz de la Prada i Sanchiz, i d'una aristòcrata catalana, Maria Isabel de Sentmenat i Urruela, té quatre germans: Manuel, Ana Sandra, Félix e Isabel. Va estudiar a l'Escola d'Art i Tècniques de la Moda de Barcelona.
Va començar la seva carrera com a dissenyadora el 1981, quan va presentar la seva primera col·lecció a Local, Centre de Disseny. Els seus dissenys destaquen per la modernitat (vestits amb caixes, acompanyats amb estrelles, sols, llunes, i cors, amb colors vius) amb un to decididament naïf.
A més de roba, ha traslladat els seus dissenys a mobles, cadires, taules, sofàs, vaixelles, catifes, làmpades, material escolar (llibretes, estoigs escolars, llapis, bolígrafs, perfums, tovalloles, etc. Fins i tot ha dissenyat portades de discs i llibres. Darrerament s'està distingint com a cartellista 
Fins 2016 va ser la parella sentimental del periodista Pedro J. Ramírez.
També dona nom a una marca de perfums, fabricada per la companyia catalana de perfumeria i moda Puig.